# Kappa (japanska mitologija)
Kappa (河童, jap. dijete rijeke) je rasa majmunolikih demona iz japanske mitologije,  koji žive u blizini vode, najčešće nastanjuju jezera. Vole krastavce i krv. Vrlo su mudri, ali i zločesti. Poznati su po blagi, zločestoćama kao što su glasno prdenje i špijuniranje kupačica, ali i po utapljanju ljudi i silovanju žena, te uzimanju mitske kugle zvane shirikodama (尻子玉) iz rektuma svojih žrtava, za koju se smatra da sadrži dušu čovjeka. I dan danas se u Japanu mogu vidjeti znakovi upozorenja od kappa kod jezera i rijeka. Koža im je žuto-zelene boje, a na vrhu glave imaju tanjuraste posude koje su ispunjene vodom. Ako ih se prijevarom natjera da se poklone, voda ispadne iz posude i gube snagu. Imaju majmunska lica, ruke i noge s plivaćom kožom, a na leđima imaju oklope poput kornjača.

## Vanjske poveznice
- Japanese Ghosts (2)  Arhivirana inačica izvorne stranice od 26. lipnja 2006. (Wayback Machine)